# Гладков, Дмитрий Иванович
Дмитрий Иванович Гладков (28 мая 1926 года, с. Изобильное, Оренбургский уезд (ныне — Соль-Илецкий район Оренбургской области) — 19 января 2022 года) — советский и российский учёный, ветеран Советской Армии и Вооруженных Сил и ВВС РФ. Генерал-майор авиации в отставке. Участник Великой Отечественной войны. Доктор технических наук, профессор. действительный член РАРАН (1992 или 1993 год). Почётный профессор ВВИА им. Н. Е. Жуковского. Заслуженный деятель науки и техники РСФСР (1988). Специалист в области статистической динамики систем автоматического управления.
В Военно-воздушной инженерной академии имени проф. Н. Е. Жуковского Д. И. Гладков проработал свыше 65 лет (слушатель в 1949—1957 г., начальник факультета авиационного вооружения 1969—1991 г., профессор 1991—2007 г.).

## Биография
В 1943 году был призван в Рабоче-крестьянскую Красную Армию Соль-Илецким РВК. Вступил в службу 13 ноября того же года и направился в 1-е Чкаловское военное авиационное училище летчиков им. К. Е. Ворошилова. После его завершения служил в учебном полку мастером по авиационному вооружению.
С 1946 по 1947 г. проходил обучение во 2-м Ленинградском военном авиационно-техническом училище. После училища направлен техником-испытателем в ГК ННИ ВВС (п. Чкаловский Московской области).
В 1948 г. поступил в академию Жуковского и в 1955 г. выпустился с отличием по специальности «эксплуатация авиационного вооружения» и продолжил обучение в адъюнктуре под руководством члена-корреспондента АН СССР, академика РАН профессора Пугачёва В.С. После защиты диссертации в 1958 г. преподавал на кафедре В. С. Пугачёва, активно занимаясь научной и педагогической деятельностью. В 1969 г. защитил докторскую диссертацию и был назначен начальником факультета авиационного вооружения.
24 октября 1991 года вышел в отставку по достижении предельного возраста на военной службе и продолжил работу в альма-матер профессором кафедры. Почётный профессор ВВИА им. Н. Е. Жуковского подготовил более 15 докторов и свыше 30 кандидатов наук, написал около 20 учебников и монографий, 120 научных статей.

## Награды
- Орден Трудового Красного Знамени,
- Орден Красной Звезды;
- Медали, в том числе:
  - Медаль «За боевые заслуги»;
  - Медаль «За победу над Германией в Великой Отечественной войне 1941—1945 гг.».